# Olaf Nägele

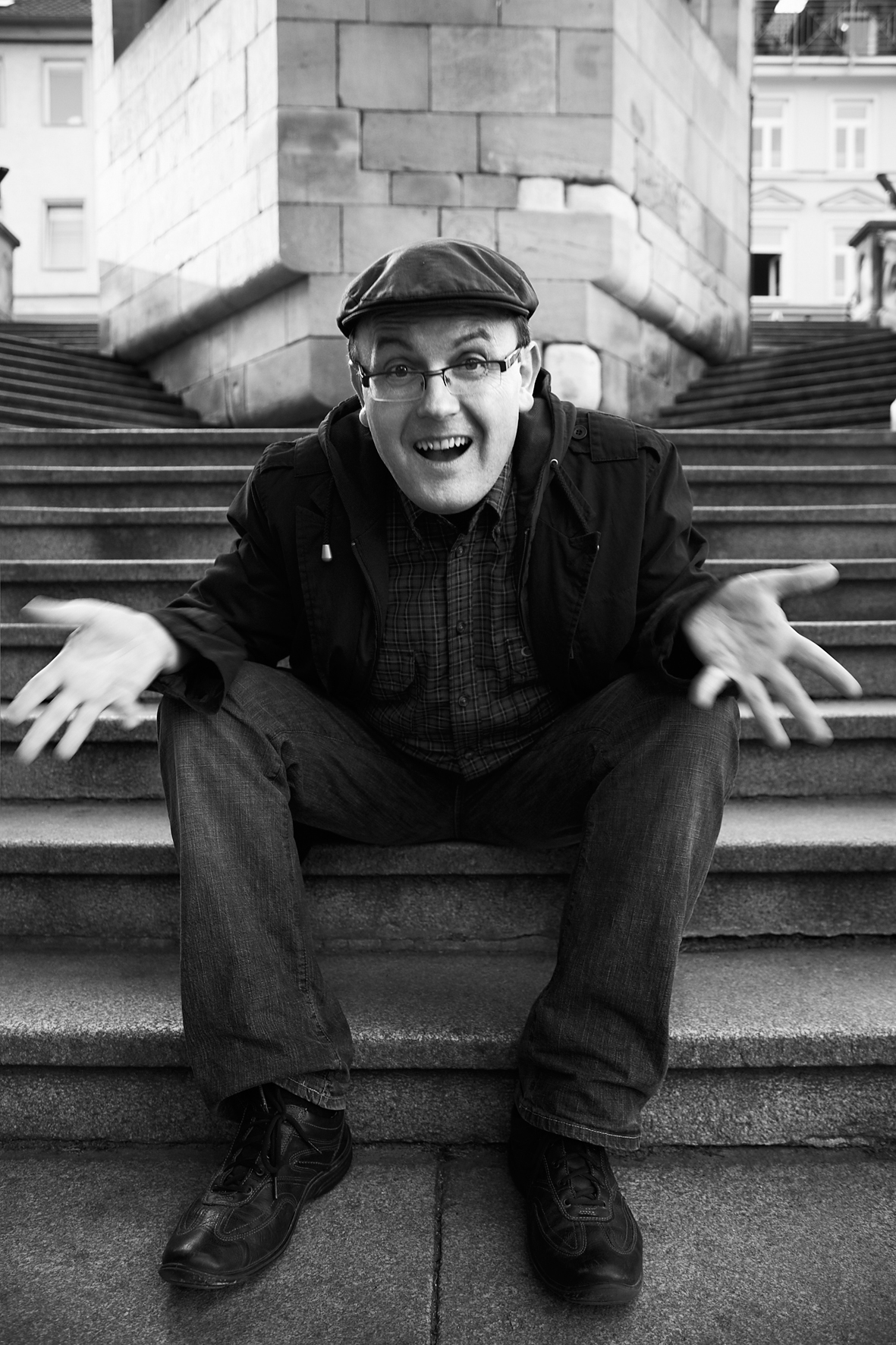
Olaf Nägele 2008

Olaf Nägele (* 21. April 1963 in Esslingen) ist ein deutscher Autor.

## Leben
Olaf Nägele begann 2002 mit dem Schreiben von humorvollen Kurzgeschichten begann. Deren tief- bis irrsinnige Dialoge, oft im schwäbischen Dialekt verfasst, leben von satirischen Überhöhungen, haben aber einen wahren Kern. In skurrilen Szenen und humorvollen Geschichten erzählt Nägele in seinen Kurzgeschichten von den Macken und Schrullen seiner schwäbischen Landsleute, die oft bemüht sind, ihr eigenes Klischee zu übertreffen.
Nach den Kurzgeschichten wechselte Olaf Nägele zur langen Romanform (Liebes- und Kriminalromane). Der schwäbische Dialekt und der Wortwitz kommen am besten in seinen satirisch angehauchten Lesungen und seiner szenischen Lesart zur Geltung.
Nägele ist in seiner Geburtsstadt Esslingen im Stadtteil Hegensberg sowie in Hochdorf bei Kirchheim/Teck aufgewachsen. 1992 zog er „der Liebe wegen“ nach Hamburg und lebte dort 7 Jahre. Nach einem Studium zum Kommunikationswirt in Hamburg arbeitet er seit dem Jahr 2000 wieder in seiner Heimatstadt, überwiegend im Bereich Werbung und Public Relations.
Nägele schloss sich einer freien Autorengruppe an und nahm an öffentlichen Lesungen teil. 2007 veröffentlichte er schließlich seine ersten Kurzgeschichten.
Als freier Journalist verfasst er Artikel für diverse Zeitungen und arbeitet als Redakteur bei der Landeshauptstadt Stuttgart.
Olaf Nägele unterrichtet kreatives Schreiben an Schulen und ist regelmäßiger Gast bei der Esslinger LesART, einem Literaturfestival, das bundesweit in der Literaturszene einen hervorragenden Ruf genießt (2007, 2010, 2012, 2014, 2016).
Olaf Nägele – oft mit Schirmmütze unterwegs – lebt zusammen mit seiner langjährigen Lebensgefährtin in Esslingen am Neckar im Stadtteil Pliensauvorstadt.

## Werk

### Übersicht
- Maultaschi Goreng: Muntere Geschichten aus dem schwäbischen Alltag, Silberburg-Verlag, Tübingen 2007, ISBN 978-3-87407-743-9.
- Hanoi Express: Heitere Ausflüge in den schwäbischen Alltag, Silberburg-Verlag, Tübingen 2008, ISBN 978-3-87407-806-1.
- mit Julie Leuze: Gsälz auf unserer Haut, Silberburg-Verlag, Tübingen 2010, ISBN 978-3-87407-983-9.
- Das Flädle-Orakel, Silberburg-Verlag, Tübingen 2012, ISBN 978-3-8425-1211-5.
- mit Jürgen Seibold: Smartbook Stuttgart, Silberburg-Verlag, Tübingen 2013, ISBN 978-3-8425-1231-3.
- Buddha Brezel: Raus aus dem schwäbischen Alltag, Silberburg-Verlag, Tübingen 2014, ISBN 978-3-8425-1354-9.
- Goettle und der Kaiser von Biberach, Silberburg-Verlag, Tübingen 2015, ISBN 978-3-8425-1397-6.
- Goettle und die Hexe vom Federsee, Silberburg-Verlag, Tübingen 2016, ISBN 978-3-8425-1481-2.
- Göttle und das Kindle vom Bussen, Silberburg-Verlag, Tübingen 2018, ISBN 978-3-8425-2110-0.
- Göttle und die Blutreiter, Gmeiner-Verlag, Meßkirch 2021, ISBN 978-3-8392-2827-2.
- Hammerhart. Print-on-Demand, 2022, ISBN 978-3-7543-7307-1.
- Schuld war nur der Casanova. Schwabenkrimi. Gmeiner-Verlag, Meßkirch 2023, ISBN 978-3-8392-0411-5.

### Maultaschi Goreng – Muntere Geschichten aus dem schwäbischen Alltag
Kurzgeschichtensammlung mit autobiographischen Zügen. In 30 ironisch schillernden, kuriosen, erlebten und erdachten Alltagssatiren bietet der Autor in seinem Buch-Debüt „ein vergnügliches Panorama schwäbischen Alltags auf den ‚kärchergepflegten Terrassen und Balkonen‘ seiner kleinen Stadt“ und beleuchtet schwäbische Eigenheiten ihrer notorisch schrulligen Bruddler. Nach Nägeles Rückkehr aus dem Hamburger Exil in die schwäbische Heimat verarbeitet er seine Kulturschock-Erfahrungen des „Sich-fremd-Fühlens“ im eigenen Land, denn er wähnte sich  „mehr noch in der Ferne (…) als je zuvor“.
Der Autor „rätselt, weshalb man hierzulande leichter ‚Maultaschi Goreng‘ als einen richtig guten Rostbraten findet“ und beschreibt wie sich ein Schwabe fühlt, der von „Rei‘gschmeckten“ zu einer Weinwanderung genötigt wird.
Das Erlebnis mit einer Packstation der Deutschen Post endet schließlich in Tobsuchtsanfällen, die von neugierigen Passanten im breitesten Schwäbisch kommentiert werden.
„Der Autor mixt indigene und exotische Begriffe zu einem glossierenden Ganzen“ und hat offensichtliche Freude „an fast vergessenen Vokabeln wie Flatulenz, Herzensdame, Maid und Göschle“

### Hanoi Express – Heitere Ausflüge in den schwäbischen Alltag
Kurzgeschichtensammlung mit schwäbischen Anekdoten und Zwiegesprächen, in denen Nägele seine Erlebnisse als Schwabe in Hamburg verarbeitet, wo der Autor stets mit „Hanoi“ begrüßt wurde.
Der Held vieler Geschichten ist der Taxifahrer Kurt-Eberhard Schraidle. „Als Staumelder, rasender Reporter und eifriger Leserbriefschreiber fühlt er sich zu Höherem berufen. (…) Er hat einen guten Blick für die Absonderlichkeiten des Alltags und die Macken, Schrullen, Ticks und Launen der Menschen – im Schwäbischen und anderswo.“
Schraidle gibt den 26 satirischen Geschichten als wiederkehrende Figur einen Rahmen und rast mit seinem Ha Noi Express und seinen absurden Weltverbesserungsvorschlägen in die Abgründe des schwäbischen Alltags.

### Mit Julie Leuze: Gsälz auf unserer Haut
Der romantische Liebes- und Beziehungsroman mit schwäbischem Lokalkolorit und viel Situationskomik erzählt die Geschichte der frisch geschiedenen und alleinerziehenden Mutter Sabine, Anfang 30, die sich gerade mit einem Start-up-Unternehmen, einem Bio-Catering-Service selbständig machen möchte und dem um einige Jahre älteren attraktiven gestressten Werbetexter Martin aus der – kapitelweise wechselnden – männlichen und weiblichen Perspektive. Bevor die vergnüglich-sinnliche Story in ein Happy End mündet, stehen die Wirrungen des Alltags den beiden Protagonisten im Weg. Es müssen zunächst etliche Missverständnisse und andere Hürden aus dem Weg geräumt werden.
Der Titel des Buches wurde in Anlehnung an den berühmten französischen Erotikbestseller aus den 80er-Jahren „Salz auf unserer Haut“ von Benoite Groult gewählt.

### Das Flädle-Orakel
Schelmen-/Entwicklungsroman und Schwabenkrimi. Der Hamburger Kleinganove Arndt Peterson, der eigentlich keine übersinnlichen Fähigkeiten besitzt, ist auf der Flucht vor dem Hamburger Unterweltboss Pjotr, der Spielschulden von ihm einfordert, schließt sich einer Schaustellergruppe an und schlüpft kurzerhand auf einem Mittelaltermarkt der schwäbischen fiktiven Kleinstadt Trollingen in die Rolle des „Erasmus das Orakel“, eines Hellsehers, der aus schwäbischen Flädle-Pfannkuchen die Zukunft liest. Zusammen mit der Lokaljournalistin Nicole, die endlich mit einer Story groß rauskommen möchte, kommt der Held hinter die dunklen Machenschaften des Trollinger Bürgermeisters und einen handfesten Skandal in den Kreisen des Gemeinderats.
„Wer sich nach alledem fragt, ob in den skandalösen Vorkommnissen im Städtchen Trollingen vielleicht doch ein Fünkchen Wahrheit stecken könnte, den kann Olaf Nägele beruhigen: ‚Die Geschichte, die Handlung und die Personen sind natürlich frei erfunden. Es gibt in unserem Land doch keine Politiker, die sich an die Hochfinanz anknüpfen lassen‘, sagt er und lächelt so unschuldig, wie nur ein Satiriker lächeln kann.“

### Mit Jürgen Seibold: Smartbook Stuttgart
Das Buch, das vom Tübinger Grafiker Christoph Wöhler im Stil eines Smartphones gestaltet wurde (abgerundete Ecken, schwarze Seiten, Apps zur Unterteilung der 120 Seiten in 16 Kapitel), nähert sich Stuttgart und der Region von der skurrilen Seite und lüftet Stuttgarts letzte Mysterien: Die Leserinnen und Leser erfahren in kleinen Lektüre-Häppchen Informatives, Schräges, Unterhaltendes, Verblüffendes und Unnützes, zum Beispiel, dass Stuttgarts Stäffele länger sind als der Aufstieg zum Mount Everest, dass „Stuagerder Rossbolla“ keine Pferdeäpfel sind, sondern süße Schokokugeln mit Nougat und Vanillecreme oder warum es in der Sauna Exhibitionisten gibt.
„Da wird findig herumgeschnüffelt und ausgegraben, schlau um die Ecke gedacht, gegen den Strich gebürstet und auf der Suche nach ungewöhnlichen Perspektiven geblödelt und gealbert, dass es eine Lust ist“.

### Buddha Brezel: Raus aus dem schwäbischen Alltag
Das dritte Buch der schwäbisch asiatischen Reihe enthält humoristische Geschichten von verzweifelten – nicht immer von Erfolg gekrönten – Versuchen, dem schwäbischen Alltag zu entfliehen. Doch auch abseits der heimischen Gefilde geht es zuweilen zu wie daheim. Zwischen den teils preisgekrönten Texten liegen kleine Witz-Episoden.

### Goettle und der Kaiser von Biberach
Nägeles Krimi-Debüt mit vielen lokalen Bezügen. Ein Toter im Badesee in Ummendorf bei Biberach wird von Pfarrer Göttle von Sankt Josef als Förderer und Mäzen des aufstrebenden Fußballvereins 1. FC Oberschwaben identifiziert, der allerdings schon Jahre zuvor bei einer Segeltörn in die Ägäis ertrank.  Zusammen mit der „neigschmeckten“ frischgebackenen Kommissarin Greta Gerber, für die Göttle die Dialektpassagen immer übersetzen muss, macht sich Göttle auf Spurensuche und deckt die Machenschaften und Verstrickungen des Fußballclubs auf.
„Olaf Nägele mag Typen, die (…) keine Angst vor der Obrigkeit haben und einen guten Humor besitzen. Und die findet man auch in seinem Krimi Göttle und der Kaiser von Biberach.“  Göttle sei „eine Mischung aus Anselm Grün und Bud Spencer (…) Klug, herzensgut, hilfsbereit, von schwäbischer Kauzigkeit, der auch Tacheles redet.“

### Goettle und die Hexe vom Federsee
Zweiter Regionalkrimi mit dem unkonventionellen Geistlichen und seinen hervorragenden Ideen (So will er in Biberach „Weihwasser to go“ und die  „Beichte via Skype“ einführen!).
Für eine Tagung unter dem Motto „Selfie mit Gott“ begibt sich  der katholische Pfarrer und Hobbydetektiv Andreas Göttle in die vornehme Reha-Klinik Adalbert-Härle  in Bad Buchau am Federsee, eine Klinik für Menschen, „die sich ihre Krankheit leisten können“ und sich der sogenannten Rulaman-Diät mit Wildkräutern und Heilpflanzen unterziehen. Dort kommt es zu Schwindel, Herzrasen, Alpträumen, Bauchkrämpfen und gehäuft zu ominösen Todesfällen.  Göttle  observiert mit Freund Frieder und einem Nachtsichtgerät die titelgebende Kräuterhexe Mirjam Lusche, die in der Kurklinik mit ganzheitlich-erotischen Heilkünsten ihr Unwesen treibt.

### Goettle und das Kindle vom Bussen
Im dritten Göttle-Kriminalroman ermittelt erneut der unkonventionelle und schwarzhumorige Geistliche Andreas Goettle im schwäbischen Biberach.
In einer Wohnung wird ein abgetrennter Kopf entdeckt. Die Frau und der kleine Sohn des Ermordeten sind spurlos verschwunden. Wenig später wird ein Baby vor Göttles Tür abgelegt und Hauptkommissarin Greta Gerber deckt eine Verbindung zur Agentur „Bussenkindle“ auf, die  Paaren mit unerfülltem Kinderwunsch auf einer Fahrt zum Bussen, dem höchsten Berg in Oberschwaben und zugleich Wallfahrtsort, ein teuflisches Geschäft anbietet.

### Goettle und die Blutreiter
Beim alljährlichen Blutritt in Weingarten, zu dem Tausende Pilger und Reiter anrücken, ist die Heilig-Blut-Reliquie verschwunden. Der Biberacher Pfarrer Andreas Goettle wird vom verzweifelten Stadtpfarrer Seegmüller um Hilfe gebeten und entdeckt Motive sowohl bei Tierschützern als auch bei Feministinnen und einem Security-Boss. Doch der Hauptverdächtige wird plötzlich selbst ermordet.

### Hörspiele, Theaterstück und Anthologien
Neben seinen Büchern veröffentlichte Olaf Nägele das Hörbuch „Gugg Sürprise“, eine audiophile Überraschungstüte mit bekannten und nagelneuen Humoresken aus dem schwäbischen Alltag – vom Autor selbst im Studio eingelesen oder live vorgetragen – sowie zahlreiche Beiträge in verschiedenen literarischen Anthologien.
In den Jahren 2004 – 2008 produzierte Olaf Nägele drei Hörspiele für den SWR und schrieb das Theaterstück „Die Sache mit Gegge“ (2016).
Texte schreibender Schüler für den Bundesverband der Friedrich-Boedecker-Kreise e.V. im Rahmen des Projekts „Kultur macht stark. Bündnis für Bildung II“ des Bundesministeriums für Bildung und Forschung

#### Übersicht der Hörspiele
- 2005: Wenn der Nachbar zweimal klingelt... - Regie: Günter Maurer (Original-Hörspiel, Mundarthörspiel – SWR)
- 2006: Allein im eigenen Ländle - Weinwanderung wider Willen - Regie: Helga Siegle (Originalhörspiel, Mundarthörspiel – SWR)
- 2008: Romantik für jedermann - Regie: Günter Maurer (Originalhörspiel, Mundarthörspiel – SWR)

## Preise
Literaturpreis der Storyolympiade (größter Internetliteraturwettbewerb für phantastische Literatur), 2003
Für seine Kurzgeschichte „Die Sache mit Gege“ erhielt Olaf Nägele im Jahre 2010 einen Ehrenpreis der Akademie Ländlicher Raum in Baden-Württemberg; damit gehörte die Geschichte zu den besten 10 Beiträgen des Literaturwettbewerbs „Feste feiern auf dem Land“.

## Rezeption und Kritik
„Knusperzart und vollwürzig sind seine beiden satirischen Bände ‚Maultaschi Goreng‘ und ‚Ha Noi Express‘ (…) Auf dem papiernen Vesperbrettle liegen saftige Stücke aus dem Esslinger Alltag, garniert mit leichten Dialogen. Daran angerichtet ist eine literarische Form, die seit dem 18. Jahrhundert kaum mehr geschätzt wird. Olaf Nägele jedoch hat die Fähigkeit, duftige Idyllen zu schreiben, meisterhafte Betrachtungen des Kleinen und des verborgenen Schönen.“
„meisterhafter Schilderer der Untiefen des schwäbischen Daseins“
„Seine Erlebnisse mit den ethnologischen Eigenarten der schwäbischen Lebensart hat Olaf Nägele liebevoll-satirisch in den Erzählbänden ‚Maultaschi Goreng‘ und ‚Ha Noi Express‘ beleuchtet (…) Nägeles Geschichten beginnen oft harmlos. Irgendwann kippt die Schilderung des Alltäglichen ins Aberwitzige“.

## Zitate
„Lesungen sind die einzige Möglichkeit, direkte Reaktionen meiner Leser zu bekommen. Da hole ich mir meine Streicheleinheiten, denn Schreiben ist eine einsame Angelegenheit“
„… aber nicht platt-witzig, nicht schenkelklopferisch, sie sollen meinen Ton haben“
„Ich bin nach sieben Jahren aus Hamburg zurückgekommen und habe das Land anders erlebt, als ich es verlassen hatte. Mir ist hier einiges komisch vorgekommen. (…) Zum Beispiel, dass es ungehörig ist, erst um 9 Uhr zur Garage zu gehen. Da wird man angesprochen: Ja, hen Se heit Urlaub?“